# Timothy Patrick Barrus
Timothy Patrick Barrus (* 1950 in Lansing, Michigan) alias Nasdijj oder auch Yinishye Nasdijj, ist ein amerikanischer Schriftsteller. Er gewann für seinen angeblich autobiographischen Roman The Boy and the Dog Are Sleeping den „PEN American Center's Beyond Margins award“ und ist bekannt für den Skandal um seine angeblich autobiographischen Werke.

## Leben
Barrus wurde 1950 in Lansing, Michigan, geboren. Er hat keine indianischen Vorfahren.
Barrus war mäßig erfolgreich als Porno-Schriftsteller. 1999 kam er auf die Idee, sich als amerikanischer Ureinwohner Nasdijj auszugeben, und er veröffentlichte unter diesem Namen ein Essay mit dem Titel „The Blood Runs Like a River Through My Dreams“ im Esquire. Der Artikel behandelte den Tod seines angeblichen Sohnes „Tommy Nothing Fancy“ durch das fetale Alkoholsyndrom und wurde weithin für seine Einfühlsamkeit und Authentizität gelobt. 2004 gewann Barrus für seinen 2000 veröffentlichten angeblich autobiographischen Roman The Boy and the Dog Are Sleeping den „PEN American Center's Beyond Margins award“
Weitere Bücher behandeln das Leben der amerikanischen Ureinwohner und die Themen Kindesmisshandlung, Armut und AIDS aus angeblich autobiographischer Perspektive. Seine Bücher wurden allgemein gelobt und als poetisch und erfrischend bezeichnet. 2006 wurde bekannt, dass Nasdijj in Wirklichkeit Barrus ist.

## Trivia
Barrus behauptete, dass „Nasdijj“ in der Sprache der Navajo „wiedergeboren werden“ bedeutet. Tatsächlich hat Nasdijj in dieser Sprache keinerlei Bedeutung.

## Werke

### Als Tim Barrus
- My Brother My Lover. Gay Sunshine, 1985
- Anywhere, Anywhere. Knights Press, 1987
- Selective Service (zusammen mit Robert McCartney-Moore). Knights Press, 1991.
- To Indigo Dust. Knights Press, 1992.

### Als Nasdijj
- The Blood Runs Like a River Through My Dreams (2000)
- The Boy and the Dog Are Sleeping (2003)
- Geronimo’s Bones : A Memoir of My Brother and Me (2004)